# Hrad Loket
Hrad Loket är en borg i Tjeckien.   Den ligger i distriktet Okres Sokolov och regionen Karlovy Vary, i den västra delen av landet, 120 km väster om huvudstaden Prag. Hrad Loket ligger 427 meter över havet.